# Apsilochorema urdalum
Apsilochorema urdalum är en nattsländeart som beskrevs av Arturs Neboiss 1962. Apsilochorema urdalum ingår i släktet Apsilochorema och familjen Hydrobiosidae. Inga underarter finns listade i Catalogue of Life.